# 1624
1624 (MDCXXIV) byl rok, který dle gregoriánského kalendáře započal pondělím.

## Události
- 9. dubna – katolictví prohlášeno za jediné povolené vyznání pro Moravu, 29. dubna vydáno totéž pro Čechy.
- 10. června – V Compiègne je podepsána smlouva o spojenectví mezi Francouzským královstvím a Nizozemskou republikou.
- 19. září – Ruský car Michail I. Fjodorovič se oženil s Marií Vladimirovnou Dolgorukovovou, která ještě v průběhu svatebních oslav onemocněla a zemřela o pár měsíců později.
- provedena oprava Hladové zdi v Praze
- vznik prvního trvalého španělského sídla v Uruguayi (Soriano)
- kolonizace ostrova St. Kitts Angličany
- vznik francouzského námořnictva
- Holanďané obsadili Pescadorské ostrovy
- nizozemský malíř Frans Hals namaloval portrét Smějícího se kavalíra

### Probíhající události
- 1568–1648 – Nizozemská revoluce
- 1568–1648 – Osmdesátiletá válka
- 1618–1648 – Třicetiletá válka
- 1619–1626 – Povstání Gabriela Betlena
- 1624–1625 – Obléhání Bredy

## Narození

#### Česko
- 08. dubna – Karel II. z Lichtenštejna, olomoucký biskup († 23. září 1695)
- 29. září – Jan Vilém Libštejnský z Kolovrat, tridentský, pražský, brněnský a olomoucký kanovník († 31. května 1668)
- neznámé datum
  - Jiří Melcelius, český barokní skladatel († 31. března 1693)
  - Matěj Zimprecht, malíř figuralista († pohřben 4. srpna 1680)
  - Me'ir ha-Kohen Poppers, rabín a kabalista († únor nebo březen 1662)

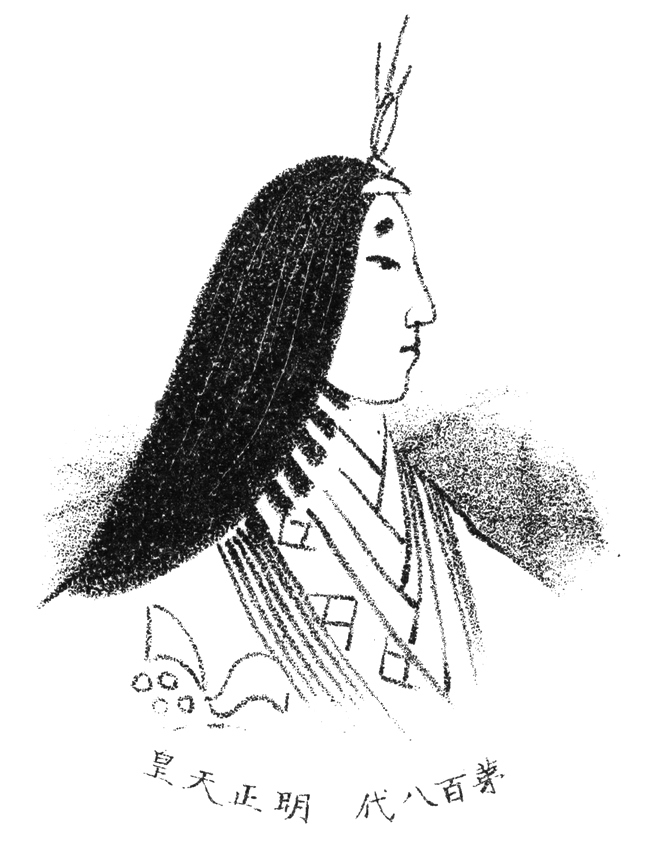
Císařovna Meišó (* 9. ledna)

#### Svět
- 09. ledna – Meišó, japonská císařovna († 4. prosince 1696)
- 17. ledna – Guarino Guarini, italský matematik, filozof a architekt pozdního baroka († 6. března 1683)
- 31. ledna – Arnold Geulincx, vlámský filosof († 1669)
- 21. března – Roger Lotrinský, francouzský šlechtic z rodu de Guise († 6. září 1653)
- 11. dubna – Marie Iljinična Miloslavská, ruská carevna a manželka cara Alexeje I. († 13. března 1669)
- 12. dubna – Karel Amadeus Savojský, francouzský vojevůdce a velmož († 30. července 1652)
- 10. září – Tomáš Sydenham, anglický lékař († 29. prosince 1689)
- 15. září – pokřtěn Francesco Provenzale, italský barokní skladatel († 6. září 1704)
- 05. října – pokřtěn Gaspar de Witte, vlámský malíř krajin († 20. března 1681)
- 26. října – Dosoftei, moldavský metropolita, rumunsky píšící učenec († 13. prosince 1693)
- 25. prosince – Angelus Silesius, slezský, německy píšící, básník († 9. července 1677)
- neznámé datum
  - červenec – George Fox, anglický protestantský kazatel a spisovatel († 13. ledna 1691)
  - srpen – Čeng Čcheng-kung, čínský válečník († 23. června 1662)

## Úmrtí

#### Česko
- 02. března – Jan Jiří Krnovský, český vojevůdce, vrchní velitel armády slezských stavů (* 16. prosince 1577)
- 30. května – Jicchak Hakohen Katz, pražský rabín a dajan (* 1550)
- neznámé datum
  - Valentin Frumald, katolický kněz a kronikář (* 1547)
  - Ottavio Miseroni, italský brusič kamenů činný v Čechách (* 1567)

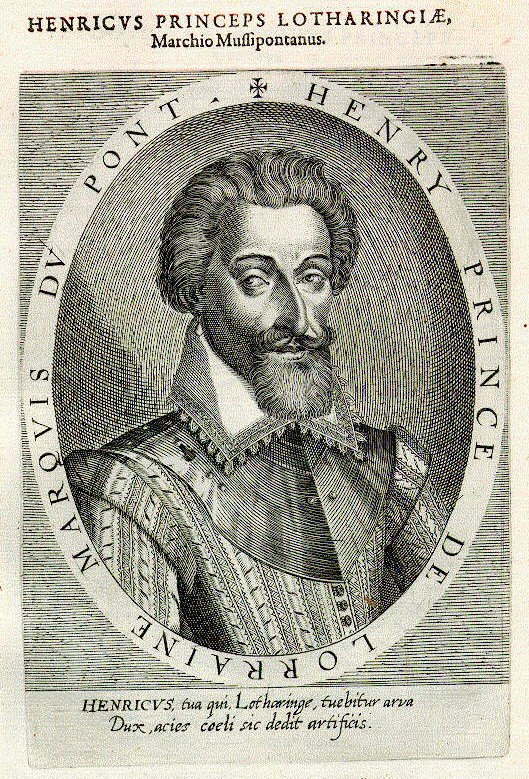
Jindřich II. Lotrinský († 31. července)

#### Svět
- 21. února – Dirck Jaspersz. van Baburen, nizozemský malíř (* kolem 1590)
- 16. dubna – Domenico Fetti, italský malíř-figuralista (* kolem 1589)
- 17. června – Aram Banu Begum, mughalská princezna (* 22. prosince 1584)
- 31. července – Jindřich II. Lotrinský, vévoda lotrinský (* 8. listopadu 1563)
- 17. listopadu
  - Jakob Böhme, německý mystik (* 1575)
  - Fabrizio Verallo, italský kardinál (* 1560)
- 13. září – Ketavan Mučednice, královna Kachetského království ve východní Gruzii (* asi 1560)
- 24. října – Abraham Scultetus, německý reformovaný teolog (* 24. srpna 1566)
- 10. listopadu – Henry Wriothesley, 3. hrabě ze Southamptonu, anglický aristokrat (* 6. října 1573)
- 17. listopadu
  - Jakob Böhme, německý mystik, filozof a teosof (* 1575)
  - Fabrizio Verallo, italský římskokatolický duchovní a kardinál (* 1560)
- 26. prosince – Simon Marius, německý astronom (* 10. ledna 1573)
- 28. prosince – Arcivévoda Karel Habsburský, biskup brixenský, místokrál portugalský (* 7. srpna 1590)
- neznámé datum
  - Čung Sing, čínský literární kritik a básník (* 1574)
  - Jüan Čung-tao, čínský literární kritik a básník (* 1570)

## Hlavy států
- Anglie – Jakub I. Stuart (1603–1625)
- Francie – Ludvík XIII. (1610–1643)
- Habsburská monarchie – Ferdinand II. (1619–1637)
- Osmanská říše – Murad IV. (1623–1640)
- Polsko-litevská unie – Zikmund III. Vasa (1587–1632)
- Rusko – Michail I. (1613–1645)
- Španělsko – Filip IV. (1621–1665)
- Švédsko – Gustav II. Adolf (1611–1632)
- Papež – Urban VIII. (1623–1644)
- Perská říše – Abbás I. Veliký